# Cal Sant (la Fatarella)
Cal Sant és una obra amb elements barrocs de la Fatarella (Terra Alta) inclosa a l'Inventari del Patrimoni Arquitectònic de Catalunya.

## Descripció
Casa que fou la seu de l'orde dels Templers. Es creu que aquesta casa era només una part d'un gran casalici que hagués ocupat part del nucli antic del municipi i que estaria comunicat mitjançant passadissos (formats pels actuals arcs dels carrers i d'altres a l'interior d'altres cases).
Com a curiositat de la façana destaquen els dos caps de pedra que sobresurten, que són dues bigues.